# Amélie Suard
Amélie Suard, geboren Amélie Panckoucke (Rijsel, 12 mei 1743 – Parijs, 24 oktober 1830) was een Frans schrijfster en salonnière.

## Biografie
Zij was de zus van Charles-Joseph Panckoucke (1736-1798) afkomstig van Rijsel en uitgever van onder andere de Encyclopédie van Didérot en d’Alembert.
Op 16 januari 1766 huwde zij met Jean-Baptiste Suard (1732-1817), die afkomstig was uit Besançon en in Parijs werkte als schrijver, journalist en vertaler Engels-Frans. Hun enig kind, een dochtertje, stierf als baby.
Van Amélie Suard is een collectie brieven bewaard gericht aan Nicolas de Caritat, markies van Condorcet, een politicus, filosoof en wiskundige. Zij wisselden hartsgeheimen uit per brief. Suard reisde eens naar het kasteel van Ferney, waar Voltaire woonde en met wie ze correspondeerde.
Op dinsdag en zaterdag hield deze salonnière literaire salonavonden. Onder haar gasten waren Charles-Maurice de Talleyrand-Périgord, priester Guillaume-Thomas Raynal, priester André Morellet, François de Pange een liberale journalist, Pierre Daunou, de gebroers André Chénier en Marie-Joseph Chénier, leden van de familie Trudaine, Vittorio Alfieri een Italiaans tragedieschrijver, Jeanne-Marie Leprince de Beaumont en de reeds vermelde markies Nicolas de Condorcet. In 1772 werd haar man opgenomen in de Académie française, op zetel 26.
In de periode van de Franse Revolutie had het echtpaar het beroerd in Parijs wegens hun sympathieën voor het Huis Bourbon. Zij leefden in een klein huis dat ze bezaten in Fontenay-aux-Roses. Tijdens het Terreurregime verzocht markies Nicolas de Condorcet om in het huis te wonen. Het echtpaar weigerde op onhandige wijze en mogelijks door een misverstand (1794). Markies de Condorcet werd opgepakt en pleegde zelfmoord. Haar man Jean-Baptiste Suard leefde een drietal jaren in Duitsland terwijl Amélie Suard bij vrienden in Parijs onderdak had. Zij hield de krant draaiend die haar man tevoren leidde. 
Pas in 1799 vonden ze elkaar terug in Frankfurt en ze leefden nog een jaar in Ansbach. 
Nadat Napoleon Bonaparte de macht gegrepen had, werd de situatie voor het echtpaar gunstiger. Ze keerden naar Parijs terug. Hij kreeg een betrekking als Permanent Secretaris van de Académie française. Amélie Suard en haar man herstartten de literaire salonavonden. Zijzelf hield zich politiek afzijdig, terwijl ze Bonaparte nochtans een usurpator vond. 
Na de Restauratie van het Huis Bourbon (1815) overleed haar man (1817). Ze schreef zowel zijn memoires als haar eigen memoires. Ze overleed aan het einde van het Bourbonregime in 1830.

## Enkele publicaties
- Lettres d’un jeune lord à une religieuse italienne, Parijs 1788
- Lettres de madame Suard à son mari sur son voyage à Ferney, suivies de quelques autres insérées dans le Journal de Paris, Guyonne 1802
- Madame de Maintenon, peinte par elle-même, Parijs 1810
- Louis Seize, son testament et sa mort, par une femme, Parijs 1814
- Essais de mémoires sur M Suard, Parijs 1820
- Dernier écrit de Condorcet, précédé d’une notice sur ses derniers moments, Parijs 1825

Postuum:
- Mémoires biographiques et littéraires, Parijs 1881
- Correspondance inédite de Condorcet et Mme Suard, M Suard et Garat 1771-1791, Elisabeth Badinter 1988 ISBN 2213021643
- Mes Matinées d’Eté, ou Opuscules en Vers et en Prose : Soirées d’Hiver d’une Femme retirée à la Campagne, Louis P. Couret de Villeneuve 2012 ISBN 1274056721